# Campionato asiatico e oceaniano femminile di pallavolo 2015
Il campionato asiatico e oceaniano femminile di pallavolo 2015 si è svolto dal 20 al 28 maggio 2015 a Tianjin, in Cina: al torneo hanno partecipato quattordici squadre nazionali asiatiche e oceaniane e la vittoria finale è andata per la tredicesima volta alla Cina.

## Impianti
|                                                                                      |                                                                                        |  |
|                                                                                      |                                                                                        |  |
| Tianjin Olympic Centre Stadium Città: Tianjin Capienza: 60 000 Anno d'apertura: 2007 | Tianjin Polytechnic University Gymnasium Città: Tianjin Capienza: - Anno d'apertura: - |  |

## Regolamento

### Formula
Le squadre hanno disputato una prima fase a gironi con formula del girone all'italiana; al termine della prima fase le prime due classificate del girone A e C hanno acceduto al girone E e le prime due classificate del girone B e D hanno acceduto al girone F, mentre l'ultima classificata del girone A e C hanno acceduto al girone G e le ultime due classificate del girone B e D hanno acceduto al girone H. Le squadre hanno disputato una seconda fase a gironi con formula del girone all'italiana, conservando i risultati degli scontri diretti; al termine della seconda fase:
- Le squadre del girone E e F hanno acceduto alla fase finale per il primo posto, strutturata in quarti di finale, semifinali, finale per il terzo posto e finale.
- Le quattro eliminate ai quarti di finale della fase finale per il primo posto hanno acceduto alla fase finale per il quinto posto, strutturata in semifinali, finale per il settimo posto e finale per il quinto posto.
- Le squadre del girone G e le prime due classificate del girone H hanno acceduto alla fase finale per il nono posto, strutturata in semifinali, finale per l'undicesimo posto e finale per il nono posto.

### Criteri di classifica
Se il risultato finale è stato di 3-0 o 3-1 sono stati assegnati 3 punti alla squadra vincente e 0 a quella sconfitta, se il risultato finale è stato di 3-2 sono stati assegnati 2 punti alla squadra vincente e 1 a quella sconfitta.
L'ordine del posizionamento in classifica è stato definito in base a:
- Numero di partite vinte;
- Punti;
- Ratio dei set vinti/persi;
- Ratio dei punti realizzati/subiti;
- Risultati degli scontri diretti.

## Squadre partecipanti
| Squadra       | Qualificazione                             | Ultima partecipazione |
| ------------- | ------------------------------------------ | --------------------- |
| Australia     | 9ª al campionato asiatico e oceaniano 2013 | Thailandia 2013       |
| Cina          | Paese organizzatore                        | Thailandia 2013       |
| Corea del Sud | 3ª al campionato asiatico e oceaniano 2013 | Thailandia 2013       |
| Figi          | Wild card                                  | Debutto               |
| Filippine     | Wild card                                  | Thailandia 2013       |
| Giappone      | 2ª al campionato asiatico e oceaniano 2013 | Thailandia 2013       |
| Hong Kong     | Wild card                                  | Thailandia 2013       |
| India         | Wild card                                  | Thailandia 2013       |
| Iran          | 8ª al campionato asiatico e oceaniano 2013 | Thailandia 2013       |
| Kazakistan    | 5ª al campionato asiatico e oceaniano 2013 | Thailandia 2013       |
| Mongolia      | Wild card                                  | Thailandia 2013       |
| Sri Lanka     | Wild card                                  | Thailandia 2013       |
| Taipei cinese | 7ª al campionato asiatico e oceaniano 2013 | Thailandia 2013       |
| Thailandia    | 1ª al campionato asiatico e oceaniano 2013 | Thailandia 2013       |
| Turkmenistan  | Wild card                                  | Debutto               |
| Vietnam       | 6ª al campionato asiatico e oceaniano 2013 | Thailandia 2013       |

## Torneo

### Prima fase
| Girone A | Girone B      | Girone C | Girone D      |
| -------- | ------------- | -------- | ------------- |
| Cina     | Hong Kong     | Giappone | Australia     |
| India    | Sri Lanka     | Mongolia | Corea del Sud |
| Iran     | Taipei cinese | Vietnam  | Filippine     |
| -        | Thailandia    | -        | Kazakistan    |

#### Girone A

##### Risultati
| 20 maggio 2015 Polytechnic University Gymnasium, Tianjin Durata: 1h:51 - Spettatori: 1 000 | India | 1 - 3 | Iran  | 25-20, 17-25, 20-25, 21-25 |
| 21 maggio 2015 Tianjin Olympic Centre Stadium, Tianjin Durata: 0h:59 - Spettatori: 4 000   | Cina  | 3 - 0 | India | 25-8, 25-12, 25-12         |
| 22 maggio 2015 Tianjin Olympic Centre Stadium, Tianjin Durata: 1h:11 - Spettatori: 4 100   | Cina  | 3 - 0 | Iran  | 25-15, 25-9, 25-12         |

##### Classifica
| Pos | Squadra | Pt | G | V | P | SV | SP | Ratio | PF  | PS  | Ratio |
| --- | ------- | -- | - | - | - | -- | -- | ----- | --- | --- | ----- |
| 1   | Cina    | 6  | 2 | 2 | 0 | 9  | 0  | MAX   | 225 | 68  | 3.309 |
| 2   | Iran    | 3  | 2 | 1 | 1 | 6  | 4  | 1.500 | 206 | 158 | 1.304 |
| 3   | India   | 0  | 2 | 0 | 2 | 4  | 6  | 0.667 | 190 | 170 | 1.118 |

#### Girone B

##### Risultati
| 20 maggio 2015 Polytechnic University Gymnasium, Tianjin Durata: 1h:31 - Spettatori: 300   | Sri Lanka     | 0 - 3 | Hong Kong     | 21-25, 23-25, 22-25 |
| 20 maggio 2015 Tianjin Olympic Centre Stadium, Tianjin Durata: 1h:15 - Spettatori: 4 000   | Taipei cinese | 0 - 3 | Thailandia    | 18-25, 18-25, 19-25 |
| 21 maggio 2015 Tianjin Olympic Centre Stadium, Tianjin Durata: 1h:01 - Spettatori: 200     | Thailandia    | 3 - 0 | Hong Kong     | 25-7, 25-6, 25-10   |
| 21 maggio 2015 Polytechnic University Gymnasium, Tianjin Durata: 1h:14 - Spettatori: 1 500 | Taipei cinese | 3 - 0 | Sri Lanka     | 25-10, 25-23, 25-10 |
| 22 maggio 2015 Polytechnic University Gymnasium, Tianjin Durata: 1h:00 - Spettatori: 1 500 | Hong Kong     | 0 - 3 | Taipei cinese | 8-25, 16-25, 5-25   |
| 22 maggio 2015 Tianjin Olympic Centre Stadium, Tianjin Durata: 1h:08 - Spettatori: 150     | Sri Lanka     | 0 - 3 | Thailandia    | 17-25, 9-25, 4-25   |

##### Classifica
| Pos | Squadra       | Pt | G | V | P | SV | SP | Ratio | PF  | PS  | Ratio |
| --- | ------------- | -- | - | - | - | -- | -- | ----- | --- | --- | ----- |
| 1   | Thailandia    | 9  | 3 | 3 | 0 | 9  | 0  | MAX   | 225 | 108 | 2.083 |
| 2   | Taipei cinese | 6  | 3 | 2 | 1 | 6  | 3  | 2.000 | 205 | 147 | 1.394 |
| 3   | Hong Kong     | 3  | 3 | 1 | 2 | 3  | 6  | 0.500 | 127 | 216 | 0.587 |
| 4   | Sri Lanka     | 0  | 3 | 0 | 3 | 0  | 9  | 0.000 | 139 | 225 | 0.617 |

#### Girone C

##### Risultati
| 20 maggio 2015 Tianjin Olympic Centre Stadium, Tianjin Durata: 2h:11 - Spettatori: 3 000   | Vietnam  | 3 - 2 | Giappone | 16-25, 22-25, 25-22, 25-22, 18-16 |
| 21 maggio 2015 Polytechnic University Gymnasium, Tianjin Durata: 1h:09 - Spettatori: 2 000 | Vietnam  | 3 - 0 | Mongolia | 25-18, 25-14, 25-13               |
| 22 maggio 2015 Tianjin Olympic Centre Stadium, Tianjin Durata: 1h:12 - Spettatori: 100     | Mongolia | 0 - 3 | Giappone | 20-25, 15-25, 11-25               |

##### Classifica
| Pos | Squadra  | Pt | G | V | P | SV | SP | Ratio | PF  | PS  | Ratio |
| --- | -------- | -- | - | - | - | -- | -- | ----- | --- | --- | ----- |
| 1   | Vietnam  | 5  | 2 | 2 | 0 | 8  | 2  | 4.500 | 256 | 155 | 1.652 |
| 2   | Giappone | 4  | 2 | 1 | 1 | 8  | 3  | 2.667 | 260 | 152 | 1.711 |
| 3   | Mongolia | 0  | 2 | 0 | 2 | 3  | 6  | 0.500 | 166 | 150 | 1.107 |

#### Girone D

##### Risultati
| 20 maggio 2015 Polytechnic University Gymnasium, Tianjin Durata: 1h:51 - Spettatori: 650   | Filippine     | 1 - 3 | Australia     | 18-25, 18-25, 26-24, 15-25 |
| 20 maggio 2015 Tianjin Olympic Centre Stadium, Tianjin Durata: 1h:21 - Spettatori: 650     | Kazakistan    | 0 - 3 | Corea del Sud | 22-25, 16-25, 22-25        |
| 21 maggio 2015 Tianjin Olympic Centre Stadium, Tianjin Durata: 1h:38 - Spettatori: 300     | Australia     | 1 - 3 | Corea del Sud | 11-25, 26-24, 11-25, 14-25 |
| 21 maggio 2015 Polytechnic University Gymnasium, Tianjin Durata: 1h:03 - Spettatori: 500   | Kazakistan    | 3 - 0 | Filippine     | 25-11, 25-10, 25-13        |
| 22 maggio 2015 Polytechnic University Gymnasium, Tianjin Durata: 1h:03 - Spettatori: 1 200 | Corea del Sud | 3 - 0 | Filippine     | 25-8, 25-7, 25-8           |
| 22 maggio 2015 Polytechnic University Gymnasium, Tianjin Durata: 1h:10 - Spettatori: 1 400 | Kazakistan    | 3 - 0 | Australia     | 25-17, 25-14, 25-17        |

##### Classifica
| Pos | Squadra       | Pt | G | V | P | SV | SP | Ratio | PF  | PS  | Ratio |
| --- | ------------- | -- | - | - | - | -- | -- | ----- | --- | --- | ----- |
| 1   | Corea del Sud | 9  | 3 | 3 | 0 | 9  | 1  | 9.000 | 249 | 145 | 1.717 |
| 2   | Kazakistan    | 6  | 3 | 2 | 1 | 6  | 3  | 2.000 | 210 | 157 | 1.337 |
| 3   | Australia     | 3  | 3 | 1 | 2 | 4  | 7  | 0.571 | 209 | 251 | 0.832 |
| 4   | Filippine     | 0  | 3 | 0 | 3 | 1  | 9  | 0.111 | 134 | 249 | 0.538 |

### Seconda fase
| Girone E | Girone F      | Girone G | Girone H  |
| -------- | ------------- | -------- | --------- |
| Cina     | Corea del Sud | India    | Australia |
| Giappone | Kazakistan    | Mongolia | Filippine |
| Iran     | Taipei cinese | -        | Hong Kong |
| Vietnam  | Thailandia    | -        | Sri Lanka |

#### Girone E

##### Risultati
| 23 maggio 2015 Tianjin Olympic Centre Stadium, Tianjin Durata: 2h:11 - Spettatori: 600   | Iran | 2 - 3 | Vietnam  | 25-21, 17-25, 28-26, 22-25, 12-15 |
| 23 maggio 2015 Tianjin Olympic Centre Stadium, Tianjin Durata: 1h:08 - Spettatori: 5 500 | Cina | 3 - 0 | Giappone | 25-19, 25-14, 25-10               |
| 24 maggio 2015 Tianjin Olympic Centre Stadium, Tianjin Durata: 1h:18 - Spettatori: 500   | Iran | 0 - 3 | Giappone | 19-25, 19-25, 16-25               |
| 24 maggio 2015 Tianjin Olympic Centre Stadium, Tianjin Durata: 1h:02 - Spettatori: 4 500 | Cina | 3 - 0 | Vietnam  | 25-11, 25-11, 25-11               |

##### Classifica
| Pos | Squadra  | Pt | G | V | P | SV | SP | Ratio | PF  | PS  | Ratio |
| --- | -------- | -- | - | - | - | -- | -- | ----- | --- | --- | ----- |
| 1   | Cina     | 9  | 3 | 3 | 0 | 9  | 0  | MAX   | 225 | 112 | 2.009 |
| 2   | Vietnam  | 4  | 3 | 2 | 1 | 6  | 7  | 0.857 | 251 | 289 | 0.869 |
| 3   | Giappone | 4  | 3 | 1 | 2 | 5  | 6  | 0.833 | 228 | 235 | 0.970 |
| 4   | Iran     | 1  | 3 | 0 | 3 | 2  | 9  | 0.222 | 194 | 262 | 0.740 |

#### Girone F

##### Risultati
| 23 maggio 2015 Tianjin Olympic Centre Stadium, Tianjin Durata: 1h:02 - Spettatori: 4 500 | Thailandia    | 3 - 0 | Kazakistan    | 25-11, 25-9, 25-12                |
| 23 maggio 2015 Tianjin Olympic Centre Stadium, Tianjin Durata: 1h:18 - Spettatori: 500   | Taipei cinese | 0 - 3 | Corea del Sud | 12-25, 20-25, 19-25               |
| 24 maggio 2015 Tianjin Olympic Centre Stadium, Tianjin Durata: 2h:01 - Spettatori: 250   | Taipei cinese | 3 - 2 | Kazakistan    | 25-10, 25-22, 15-25, 23-25, 16-14 |
| 24 maggio 2015 Tianjin Olympic Centre Stadium, Tianjin Durata: 2h:06 - Spettatori: 200   | Thailandia    | 2 - 3 | Corea del Sud | 25-21, 17-25, 25-18, 19-25, 11-15 |

##### Classifica
| Pos | Squadra       | Pt | G | V | P | SV | SP | Ratio | PF  | PS  | Ratio |
| --- | ------------- | -- | - | - | - | -- | -- | ----- | --- | --- | ----- |
| 1   | Corea del Sud | 8  | 3 | 3 | 0 | 9  | 2  | 4.500 | 254 | 208 | 1.221 |
| 2   | Thailandia    | 7  | 3 | 2 | 1 | 8  | 3  | 2.667 | 247 | 191 | 1.293 |
| 3   | Taipei cinese | 2  | 3 | 1 | 2 | 3  | 8  | 0.375 | 201 | 246 | 0.854 |
| 4   | Kazakistan    | 1  | 3 | 0 | 3 | 2  | 9  | 0.222 | 188 | 254 | 0.740 |

#### Girone G

##### Risultati
| 24 maggio 2015 Polytechnic University Gymnasium, Tianjin Durata: 1h:09 - Spettatori: 2 000 | India | 3 - 0 | Mongolia | 25-18, 25-15, 25-16 |

##### Classifica
| Pos | Squadra  | Pt | G | V | P | SV | SP | Ratio | PF | PS | Ratio |
| --- | -------- | -- | - | - | - | -- | -- | ----- | -- | -- | ----- |
| 1   | India    | 3  | 1 | 1 | 0 | 3  | 0  | MAX   | 75 | 49 | 1.531 |
| 2   | Mongolia | 0  | 1 | 0 | 1 | 0  | 3  | 0.000 | 49 | 75 | 0.653 |

#### Girone H

##### Risultati
| 23 maggio 2015 Polytechnic University Gymnasium, Tianjin Durata: 1h:14 - Spettatori: 900   | Hong Kong | 2 - 3 | Filippine | 25-21, 25-18, 20-25, 16-25, 11-15 |
| 23 maggio 2015 Polytechnic University Gymnasium, Tianjin Durata: 1h:59 - Spettatori: 700   | Sri Lanka | 2 - 3 | Australia | 22-25, 19-25, 25-19, 25-16, 20-22 |
| 24 maggio 2015 Polytechnic University Gymnasium, Tianjin Durata: 1h:57 - Spettatori: 3 000 | Hong Kong | 1 - 3 | Sri Lanka | 17-25, 25-27, 25-15, 17-25        |
| 24 maggio 2015 Polytechnic University Gymnasium, Tianjin Durata: 1h:45 - Spettatori: 660   | Australia | 1 - 3 | Filippine | 14-25, 25-19, 18-25, 17-25        |

##### Classifica
| Pos | Squadra   | Pt | G | V | P | SV | SP | Ratio | PF  | PS  | Ratio |
| --- | --------- | -- | - | - | - | -- | -- | ----- | --- | --- | ----- |
| 1   | Australia | 8  | 3 | 3 | 0 | 9  | 4  | 2.250 | 298 | 272 | 1.096 |
| 2   | Filippine | 5  | 3 | 2 | 1 | 7  | 6  | 1.167 | 275 | 270 | 1.019 |
| 3   | Hong Kong | 4  | 3 | 1 | 2 | 6  | 6  | 1.000 | 256 | 262 | 0.977 |
| 4   | Sri Lanka | 1  | 3 | 0 | 3 | 3  | 9  | 0.333 | 251 | 276 | 0.909 |

### Fase finale

#### Finali 1º e 3º posto
|  | Quarti        | Quarti        |               |               | Semifinali         | Semifinali         |  |  | Finale 1º/2º posto | Finale 1º/2º posto |
|  |               |               |               |               |                    |                    |  |  |                    |                    |
|  |               |               |               |               |                    |                    |  |  |                    |                    |
|  |               |               |               |               |                    |                    |  |  |                    |                    |
|  | Cina          | 3             |               |               |                    |                    |  |  |                    |                    |
|  | Cina          | 3             |               |               |                    |                    |  |  |                    |                    |
|  | Kazakistan    | 0             |               |               |                    |                    |  |  |                    |                    |
|  | Kazakistan    | 0             | Cina          | 3             |                    |                    |  |  |                    |                    |
|  |               |               | Cina          | 3             |                    |                    |  |  |                    |                    |
|  |               | Thailandia    | 1             |               |                    |                    |  |  |                    |                    |
|  | Thailandia    | Thailandia    | 1             | 3             |                    |                    |  |  |                    |                    |
|  | Thailandia    |               |               | 3             |                    |                    |  |  |                    |                    |
|  | Giappone      | 0             |               |               |                    |                    |  |  |                    |                    |
|  | Giappone      | 0             | Cina          | 3             |                    |                    |  |  |                    |                    |
|  |               |               | Cina          | 3             |                    |                    |  |  |                    |                    |
|  |               | Corea del Sud | 0             |               |                    |                    |  |  |                    |                    |
|  | Corea del Sud | Corea del Sud | 0             | 3             |                    |                    |  |  |                    |                    |
|  | Corea del Sud |               |               | 3             |                    |                    |  |  |                    |                    |
|  | Iran          | 1             |               |               |                    |                    |  |  |                    |                    |
|  | Iran          | 1             | Corea del Sud | 3             | Finale 3º/4º posto | Finale 3º/4º posto |  |  |                    |                    |
|  |               |               | Corea del Sud | 3             | Finale 3º/4º posto | Finale 3º/4º posto |  |  |                    |                    |
|  |               | Taipei cinese | 1             |               |                    |                    |  |  |                    |                    |
|  | Vietnam       | Taipei cinese | 1             | 0             | Thailandia         | 3                  |  |  |                    |                    |
|  | Vietnam       |               |               | 0             | Thailandia         | 3                  |  |  |                    |                    |
|  | Taipei cinese | 3             |               | Taipei cinese | 0                  |                    |  |  |                    |                    |
|  | Taipei cinese | 3             |               |               | 0                  |                    |  |  |                    |                    |
|  |               |               |               |               |                    |                    |  |  |                    |                    |
|  |               |               |               |               |                    |                    |  |  |                    |                    |

##### Quarti di finale
| 26 maggio 2015 Tianjin Olympic Centre Stadium, Tianjin Durata: 1h:21 - Spettatori: 400   | Vietnam       | 0 - 3 | Taipei cinese | 18-25, 20-25, 19-25        |
| 26 maggio 2015 Tianjin Olympic Centre Stadium, Tianjin Durata: 1h:07 - Spettatori: 1 800 | Thailandia    | 3 - 0 | Giappone      | 25-16, 25-15, 25-14        |
| 26 maggio 2015 Tianjin Olympic Centre Stadium, Tianjin Durata: 1h:04 - Spettatori: 2 500 | Cina          | 3 - 0 | Kazakistan    | 25-13, 25-11, 25-11        |
| 26 maggio 2015 Tianjin Olympic Centre Stadium, Tianjin Durata: 1h:44 - Spettatori: 500   | Corea del Sud | 3 - 1 | Iran          | 25-17, 22-25, 25-17, 25-14 |

##### Semifinali
| 27 maggio 2015 Tianjin Olympic Centre Stadium, Tianjin Durata: 1h:50 - Spettatori: 2 000 | Cina          | 3 - 1 | Thailandia    | 22-25, 25-22, 25-10, 25-23 |
| 27 maggio 2015 Tianjin Olympic Centre Stadium, Tianjin Durata: ? - Spettatori: ?         | Corea del Sud | 3 - 1 | Taipei cinese | 25-16, 25-13, 23-25, 25-15 |

##### Finale 3º posto
| 28 maggio 2015 Tianjin Olympic Centre Stadium, Tianjin Durata: ? - Spettatori: ? | Thailandia | 3 - 0 | Taipei cinese | 25-14, 25-14, 25-10 |

##### Finale
| 28 maggio 2015 Tianjin Olympic Centre Stadium, Tianjin Durata: ? - Spettatori: ? | Cina | 3 - 0 | Corea del Sud | 25-21, 25-21, 25-21 |

#### Finali 5º e 7º posto
|  | Semifinali | Semifinali | Semifinali |         |          | Finale 5º/6º posto | Finale 5º/6º posto | Finale 5º/6º posto |  |
|  |            |            |            |         |          |                    |                    |                    |  |
|  | Kazakistan | Kazakistan | 0          |         |          |                    |                    |                    |  |
|  | Kazakistan | Kazakistan | 0          |         |          |                    |                    |                    |  |
|  | Giappone   | Giappone   | 3          |         |          |                    |                    |                    |  |
|  | Giappone   | Giappone   | 3          |         | Giappone | Giappone           | 1                  |                    |  |
|  |            |            |            |         | Giappone | Giappone           | 1                  |                    |  |
|  |            |            | Vietnam    | Vietnam | 3        |                    |                    |                    |  |
|  | Iran       | Iran       | Vietnam    | Vietnam | 3        | 1                  |                    |                    |  |
|  | Iran       | Iran       |            |         |          | 1                  |                    |                    |  |
|  | Vietnam    | Vietnam    | 3          |         |          | Finale 7º/8º posto | Finale 7º/8º posto | Finale 7º/8º posto |  |
|  | Vietnam    | Vietnam    | 3          |         |          |                    |                    |                    |  |
|  |            |            |            |         |          |                    |                    |                    |  |
|  |            |            |            |         |          | Kazakistan         | Kazakistan         | 3                  |  |
|  |            |            |            |         |          | Kazakistan         | Kazakistan         | 3                  |  |
|  |            |            |            |         |          | Iran               | Iran               | 0                  |  |

##### Semifinali
| 27 maggio 2015 Tianjin Olympic Centre Stadium, Tianjin Durata: 1h:47 - Spettatori: 1 500 | Iran       | 1 - 3 | Vietnam  | 25-18, 18-25, 22-25, 18-25 |
| 27 maggio 2015 Tianjin Olympic Centre Stadium, Tianjin Durata: 1h:11 - Spettatori: 5 000 | Kazakistan | 0 - 3 | Giappone | 20-25, 18-25, 16-25        |

##### Finale 7º posto
| 28 maggio 2015 Tianjin Olympic Centre Stadium, Tianjin Durata: ? - Spettatori: ? | Kazakistan | 3 - 0 | Iran | 25-21, 25-18, 25-19 |

##### Finale 5º posto
| 28 maggio 2015 Tianjin Olympic Centre Stadium, Tianjin Durata: ? - Spettatori: ? | Giappone | 1 - 3 | Vietnam | 23-25, 17-25, 25-21, 19-25 |

#### Finali 9º e 11º posto
|  | Semifinali | Semifinali | Semifinali |           |       | Finale 9º/10º posto  | Finale 9º/10º posto  | Finale 9º/10º posto  |  |
|  |            |            |            |           |       |                      |                      |                      |  |
|  | India      | India      | 3          |           |       |                      |                      |                      |  |
|  | India      | India      | 3          |           |       |                      |                      |                      |  |
|  | Filippine  | Filippine  | 0          |           |       |                      |                      |                      |  |
|  | Filippine  | Filippine  | 0          |           | India | India                | 2                    |                      |  |
|  |            |            |            |           | India | India                | 2                    |                      |  |
|  |            |            | Australia  | Australia | 3     |                      |                      |                      |  |
|  | Australia  | Australia  | Australia  | Australia | 3     | 3                    |                      |                      |  |
|  | Australia  | Australia  |            |           |       | 3                    |                      |                      |  |
|  | Mongolia   | Mongolia   | 1          |           |       | Finale 11º/12º posto | Finale 11º/12º posto | Finale 11º/12º posto |  |
|  | Mongolia   | Mongolia   | 1          |           |       |                      |                      |                      |  |
|  |            |            |            |           |       |                      |                      |                      |  |
|  |            |            |            |           |       | Mongolia             | Mongolia             | 3                    |  |
|  |            |            |            |           |       | Mongolia             | Mongolia             | 3                    |  |
|  |            |            |            |           |       | Filippine            | Filippine            | 1                    |  |

##### Semifinali
| 26 maggio 2015 Polytechnic University Gymnasium, Tianjin Durata: 1h:14 - Spettatori: 800   | India     | 3 - 0 | Filippine | 27-25, 25-13, 25-20        |
| 26 maggio 2015 Polytechnic University Gymnasium, Tianjin Durata: 1h:35 - Spettatori: 1 000 | Australia | 3 - 1 | Mongolia  | 25-20, 24-26, 25-15, 25-19 |

##### Finale 11º posto
| 27 maggio 2015 Polytechnic University Gymnasium, Tianjin Durata: 1h:56 - Spettatori: 800 | Mongolia | 3 - 1 | Filippine | 25-18, 25-13, 28-30, 25-22 |

##### Finale 9º posto
| 27 maggio 2015 Polytechnic University Gymnasium, Tianjin Durata: 1h:58 - Spettatori: 1 300 | India | 2 - 3 | Australia | 18-25, 25-16, 25-22, 17-25, 13-15 |

## Podio

### Campione
Formazione: 1 Yuan Xinyue, 2 Zhu Ting, 3 Yang Fangxu, 5 Shen Jingsi, 6 Yang Junjing, 8 Zeng Chunlei, 9 Zhang Changning, 10 Shan Danna, 12 Hui Ruoqi, 15 Lin Li, 16 Ding Xia, 17 Yan Ni, CT: Lang Ping

### Secondo posto
Formazione: 3 Lee Hyo-hee, 4 Kim Hee-jin, 5 Na Hyun-jung, 6 Han Soo-ji, 7 Lee Jae-yeong, 8 Nam Jie-youn, 10 Kim Yeon-koung, 11 Kim Su-ji, 13 Park Jeong-ah, 14 Yang Hyo-jin, 15 Moon Jung-won, 18 Kim Yu-ri, CT: Lee Jung-chul

### Terzo posto
Formazione: 1 Wanna Buakaew, 2 Piyanut Pannoy, 5 Pleumjit Thinkaow, 6 Onuma Sittirak, 7 Hattaya Bamrungsuk, 10 Wilavan Apinyapong, 11 Porpun Guedpard, 12 Tapaphaipun Chaisri, 13 Nootsara Tomkom, 15 Malika Kanthong, 16 Jarasporn Bundasak, 18 Ajcharaporn Kongyot, CT: Kiattipong Radchatagriengkai

## Classifica finale
| Pos | Squadra       |
| --- | ------------- |
|     | Cina          |
|     | Corea del Sud |
|     | Thailandia    |
| 4   | Taipei cinese |
| 5   | Vietnam       |
| 6   | Giappone      |
| 7   | Kazakistan    |
| 8   | Iran          |
| 9   | Australia     |
| 10  | India         |
| 11  | Mongolia      |
| 12  | Filippine     |
| 13  | Hong Kong     |
| 14  | Sri Lanka     |

## Premi individuali
| Premio                 | Nome              | Squadra       |
| ---------------------- | ----------------- | ------------- |
| MVP                    | Zhu Ting          | Cina          |
| Miglior palleggiatrice | Shen Jingsi       | Cina          |
| Miglior opposto        | Zeng Chunlei      | Cina          |
| Miglior schiacciatrice | Zhu Ting          | Cina          |
| Miglior schiacciatrice | Kim Yeon-koung    | Corea del Sud |
| Miglior centrale       | Pleumjit Thinkaow | Thailandia    |
| Miglior libero         | Nam Jie-youn      | Corea del Sud |